# SCADT
SCADT (Societatea de Construcții, Aprovizionare, Desfacere și Transport SA), fostă Întreprinderea Județeană de Construcții și Montaj (IJCM) Olt, este o companie de 
construcții din Slatina deținută de omul politic Ion Toma.
SCADT S.A. s-a înființat în anul 1969 și are peste 40 de ani de experiență în domeniu. Este organizată ca societate comercială cu capital integral privat, înregistrată la Registrul Comerțului cu nr. J28/970/1992. Sediul societății și baza de producție sunt amplasate pe str. Cireașov nr. 18, în partea de N-E a municipiului, în zona industrială.
Cifra de afaceri
- 2006: 7,8 milioane de euro[1]
- 2008: 11 milioane de euro[1]

#### Alte informații financiare[3]
| Ani  | Venituri | Cheltuieli | Profit  | Inventar | Rezerve | Creanțe  | Datorii  | Banca și numerar | Angajați |
| ---- | -------- | ---------- | ------- | -------- | ------- | -------- | -------- | ---------------- | -------- |
| 2021 | 65729239 | 64296987   | 1432252 | 6129771  | 537371  | 5495285  | 21943982 | 15391991         | 203      |
| 2020 | 82653971 | 80157559   | 2496412 | 4180462  | 537371  | 8244710  | 19241309 | 11494181         | 249      |
| 2019 | 84719260 | 79942642   | 4776618 | 1719328  | 537371  | 12938239 | 16290612 | 7255514          | 255      |
| 2018 | 53441304 | 51000220   | 2441084 | 9775466  | 256269  | 3814427  | 17832170 | 6186344          | 246      |
| 2017 | 41190831 | 40352543   | 838288  | 2570735  | 256269  | 8460880  | 12262616 | 4246503          | 240      |
| 2016 | 39095050 | 38802648   | 292402  | 3528608  | 543181  | 4138999  | 9167826  | 6441631          | 307      |